# Енріко Міцці
Енріко Міцці (Enrico Mizzi) (20 вересня 1885, Біркіркара, Мальта — 20 грудня 1950, Мальта) — мальтійський державний діяч, лідер Націоналістичної партії Мальти, 7-й прем'єр-міністр (26 вересня 1950 року — 20 грудня 1950 року)

## Біографія
Енріко Міцці народився 20 вересня 1885 року. Він навчався в семінарії на острові Гозо, пізніше в коледж і. З 1906 рокунавчався юриспруденції в університетах Риму (Римський університет Ла Сапієнца) і Урбіно (Урбинський університет). У 1915 році Міцці вперше був обраний до уряду, вже в 1917 році він був заарештований за звинуваченням у підривній діяльності проти Великої Британії і був засуджений до одного року виправних робіт.
Він помер у Валлетті 20 грудня 1950 року, перебуваючи на посаді прем'єр-міністра Мальти.
У 2010 році був заснований фонд для сприяння популяризації життя і діяльності.

## Політична кар'єра
Енріко Міцці у 1921 році створив Демократичну Націоналістичну партію, яка в 1926 році з Unione Politica Maltese об'єдналася в єдину Націоналістичну партію. Італійськомовний Міцці підтримував тісні зв'язки з Італією. Він виступав за приєднання Мальти до Італії, В 1932—1933 рр. займав пости міністра сільського господарства, рибальства і міністра освіти.

## Депортація в Уганду
30 травня 1940 року, коли Міцці перебував у друкарні на Мальті, його заарештували та ув'язнили. У лютому 1942 року губернатор Доббі виніс ордер на депортацію 47 мальтійців до Уганди, Енріко Міцці був серед них. Під час заслання Міцці зробив усе можливе, щоб залишатися в курсі розгляду справи на Мальті. Він залишався в тісному контакті з іншими членами Націоналістичної партії, такими як Горг Борг Олів'є та Джузеппе Шембрі.

## Реформа Націоналістичної партії
Групі вигнанців було дозволено повернути в країну 8 березня 1945 року. Міцці повернувся до політики і взяв участь у засіданні Ради 15 березня. Міцці планував реорганізувати Націоналістичну партію з нуля. Ідеологія Партії та її підтримка італійської культури та мови були основою цього, і це часто використовували проти нього політичні вороги. Газети, що належать Джеральду Стрікланду, часто називали його зрадником і симпатиком італійського фашизму. У 1947—1950 рр. був лідером парламентської опозиції.

## Прем'єр-міністр Мальти
Після виборів 1950 року Міцці був призначений прем'єр-міністром у парламенті. Він помер у Валлетті через три місяці, 20 грудня 1950 року. На сьогоднішній день він є єдиним прем'єр-міністром Мальти, який помер на посаді.